# CDian
CDian（シーディアン）は、日本ビクター（現・JVCケンウッド）が1988年から1990年まで販売していたCDラジカセのシリーズ名、および商標である。

## 概要
1987年に発売され、1988年まで販売されていたCDean（シーディーン）シリーズの事実上の後継のシリーズで、全機種ダビングのできるダブルカセットデッキを搭載しており、多くの機種でG-HORN EXと呼ばれるサブウーハーを搭載しているのが特徴である。
また、同社にとっては初の本格的なCDラジカセの発売であったので、その後の同社のCDラジカセの原型となったモデルが多いのも特徴の一つである（CDeanシリーズは一部の部品に他社製のものを流用していたため、完全な自社設計ではなかった）。
1990年にはCDianシリーズの後継として、CDiossシリーズが発表されている。

## 歴代ラインナップ

### 1988年発売
RC-X90
1988年に発売されたCDianシリーズのなかでは、最上級機種にあたるモデルであった。サブウーハーを搭載しており、カセットデッキは三機種のなかで唯一フルロジックとなっており、ノーマルポジション用テープ、およびハイポジション用テープの録音・再生に対応（ただし、メタルポジション用テープは再生のみ対応）。ノイズリダクションとしてドルビーBタイプを搭載していた。また、メインディスプレイは一般的な液晶を使ったものではなく、FL管を使ったものになっており、シリーズ中唯一スペクトラムアナライザを搭載していた。当時の定価は87800円であった。
RC-X70
シリーズの中堅に位置するモデル。サブウーハーは搭載しているものの、カセットデッキが一般的な手動式のものになり、チューナー部分もRC-X90がシンセサイザーチューナーだったのに対し、RC-X70ではアナログ式のものになっているなど、RC-X90から多くの機能が省かれている。また、メインディスプレイも液晶が使われており、ノイズリダクションも搭載されていない。当時の定価は56800円であった。
RC-X70のみ当時TVCMが放送されていた。当時人気だったロックバンドのBUCK-TICKのメンバー全員が出演しており、ボーカルの櫻井敦司、ギターの今井寿と星野英彦がRC-X70を片手（星野は左手で持って担いでいた）に、全員で東京国際空港(羽田空港)を練り歩くという内容であった。CMソングには同バンドのメジャーデビュー後初のシングルでもある『JUST ONE MORE KISS』を採用。
またこのCMには、発売と同時に放送されたものと、発売から少し経ってから放送された2パターンがあり、台詞の部分などが若干異なる。
ちなみに、CMや当時に家電量販店で配布されていたカタログで登場する「重低音がバクチクする」というキャッチコピーであった。
後に、同社の後継機種CDiossシリーズのCMのうち一つにもBUCK-TICKが起用された（ただし出演したのは櫻井のみ）。こちらはCMソングに同バンドの『JUPITER』が採用された。
RC-X3
1988年に発売されたCDianシリーズのなかでは、もっとも安価なモデルであった。サブウーハーが搭載されておらず、RC-X90とRC-X70では対応していたリモコンにも非対応となっていた。また、オートリバースも搭載されていなかった。当時の定価は45800円であった。

### 1989年発売
基本的には、1988年発売の三機種のコンセプトを踏襲しつつ、細部の改良やコストダウンがなされている。
RC-X50
1989年に発売されたCDianシリーズのなかでは、もっとも安価なモデルであった。サブウーハーは搭載していたものの、リモコンには非対応となっていた。また、オートリバースは再生専用のデッキのみ対応していた。当時の定価は不明である。